# سرپر (مسجدسلیمان)
سرپر روستایی از توابع بخش مرکزی شهرستان مسجدسلیمان در استان خوزستان ایران است.
بعد از آبگیری سد گتوند، از سال ۱۳۹۰ به بعد این روستا تخلیه از سکنه شده است و اکنون خالی است.

## جمعیت
این روستا در دهستان جهانگیری قرار دارد و براساس سرشماری مرکز آمار ایران در سال ۱۳۸۵، جمعیت آن ۵۰ نفر (۷خانوار) بوده‌است.